# 840

## Nașteri
- 19 ianuarie: Mihail al III-lea, împărat bizantin (din 842), (d. 886)

## Decese
- 20 iunie: Ludovic cel Pios  (n. 778)
- 6 iunie: Agobard  (n. 769)
- dată necunoscută: Poppo de Grapfeld nobil francon, conte de Saalgau (n. 790)
- dată necunoscută: Andrei al II-lea de Neapole  (n. ?)